# Храм Иверской иконы Пресвятой Богородицы
Храм Иверской иконы Пресвятой Богородицы (груз. ივერიის ღვთისმშობლის ხატის სახელობის ტაძარი) — кафедральный собор Грузинской православной церкви на горе Махата в Тбилиси, Грузия. Строительство началось 17 апреля 2012 года, по инициативе католикос-патриарха всея Грузии Илии II, и завершилось к концу 2018 года (архитектор Омар Напетваридзе). Собор посвящен Иверской иконе, хранящейся в Иверском монастыре на горе Афон. Храм был освящен 12 мая 2019 года. Патриархат Грузии объявил этот день днем явления Богородицы, что является величайшим событием в истории Грузии.

## Комплекс
Комплекс включает храм, ворота с колокольней, павильон для освящения, жилые помещения, мастерские по обработке камня и дерева, иконописные и золотые дел мастерские, гостиницу для паломников и другие вспомогательные постройки.

## История
В 2010 году был создан фонд «Иверия» для строительства собора (руководитель Паата Бурчуладзе, директор Гурам Ахалаия, менеджер Ираклий Кварая), источником дохода которого стали пожертвования граждан (в строительстве участвовали более одного миллиона граждан Грузии).
17 апреля 2012 года состоялась закладка первого камня собора на горе Махата. В церемонии приняли участие президент Грузии Михаил Саакашвили, католикос-патриарх всей Грузии Илия II, основатель фонда «Иверия» Паата Бурчуладзе, и представители правительства. Официальная церемония строительства храма прошла в пещере, вырытой для фундамента. Перед началом события копия Иверской иконы, находящаяся в Сиони, была доставлена на гору Махата.

## Архитектура
Собор, построенный с соблюдением традиций грузинской церковной архитектуры, является вторым по величине в Грузии (после Свято-Троицкого собора). Его высота составляет 51 м, максимальные размеры в плане — 60 х 34 м, внутренняя площадь — 1250 м2. Для естественного освещения храма используется большое количество окон, особенно в части купола, делая его очень светлым. В основном для строительства собора использовались современные железобетонные конструкции. Купол имеет 20 окон, украшен крестом весом более 3000 кг. Собор облицован камнем (туфом) из Болниси и зеленого диабаза из Степанцминды. В строительстве были использованы итальянский мрамор, тонкая медь для кровли. Внутреннее убранство включает мраморные элементы, иконы художника Теймураза Джапаридзе, и арт-решения в виде изысканной резьбы, мозаик и богатых декораций. Колокола и кресты отлиты из латуни в Грузии.